# Dating Naked (Deutschland)
Dating Naked ist ein deutscher Ableger der gleichnamigen US-amerikanischen Datingshow. Sie wurde im Auftrag von Paramount+ von Endemol Shine und Rainer Laux Productions exklusiv für die Streamingplattform produziert. Die elf Folgen umfassende Show erschien am 31. Januar 2023 auf Paramount+ und wurde von der ehemaligen „Bachelor“-Kandidatin Meike Emonts moderiert. Die Dreharbeiten fanden in Thailand statt.
Eine zweite Staffel wurde am 7. Juni 2023 auf dem Instagram-Account von Dating Naked angekündigt mit einem Casting-Aufruf.

## Konzept
Das Motto des deutschen Ablegers lautet „No fakes, no filters – alles 100 Prozent real“. Die Teilnehmer sind auf der Suche nach der wahren Liebe und wollen jemanden finden, der sie so akzeptiert, wie sie sind, wofür sie alles von sich preisgeben müssen. Eine weibliche Daterin und ein männlicher Dater treffen sich aus diesem Grund unbekleidet mit verschiedenen Singles im „Dating-Naked-Resort“, denen sie bei Dates, Spielen, Mottopartys und im Alltag näherkommen. Die Dater können sich außerdem dafür entscheiden, einen Kandidaten zum Kennenlernen über Nacht zu sich ins Doppelbett zu holen.
Am Ende jeder Folge stehen die Verehrer der Dater vor der Wahl: Einen Cocktail nehmen und die Verbindung zu den beiden Datern vertiefen, oder eine Kokosnuss nehmen und das Resort für ein Preisgeld verlassen. Die Höhe des Preisgeldes, welches die Verehrer bekommen, wenn sie das Resort verlassen, ist im Vorfeld jedoch nicht bekannt. Für Singles, die sich dazu entscheiden, das Resort zu verlassen, rücken wieder neue Teilnehmer nach.
Im Finale müssen sich die Dater für je einen Teilnehmer entscheiden, mit dem sie ein zuvor unbekanntes Preisgeld teilen und die Sendung als Paar verlassen wollen.

## Teilnehmer

### Host
- Meike Emonts

### Dater
Staffel 1
- Lena Goldstein (in Episode 8 ersetzt durch Jacqueline Siemsen)
- Fabio De Pasquale

Staffel 2
- Thiemo
- Valeria
- Alexander

### Teilnehmer (Auswahl)
- Angie Teubner
- Jacqueline Siemsen
- Janine Zerres
- Roxanne „Roxy“ Zinger
- Kim Janina Schmidt
- Miriam Muhlbauer
- Shirley Hermanick
- Zoey Saflekou
- Dino Strukar
- Gian Luca Ruf
- Jan Sokolowsky
- Matthias Richter
- Patrick Simon
- William Lopes de Sousa
- Sam Rise

## Episodenliste
| Nr. (ges.) | Nr. (St.) | Originaltitel                       | Erstveröffentlichung (D) | Länge   |
| ---------- | --------- | ----------------------------------- | ------------------------ | ------- |
| 1          | 1         | Die nackte Wahrheit                 | 31. Jan. 2023            | 63 Min. |
| 2          | 2         | Neue Singles, neues Glück           | 7. Feb. 2023             | 40 Min. |
| 3          | 3         | Im Partyrausch                      | 7. Feb. 2023 Anm.        | 46 Min. |
| 4          | 4         | Wer mit wem und wenn ja, wie viele? | 14. Feb. 2023 Anm.       | 44 Min. |
| 5          | 5         | Alle Hemmungen fallen               | 21. Feb. 2023 Anm.       | 42 Min. |
| 6          | 6         | Willkommen im Zirkus Fickfack       | 28. Feb. 2023 Anm.       | 44 Min. |
| 7          | 7         | Objekte der Begierde                | 7. März 2023 Anm.        | 52 Min. |
| 8          | 8         | Eine verzwickte Fickmühle           | 14. März 2023 Anm.       | 44 Min. |
| 9          | 9         | Eskalation                          | 21. März 2023 Anm.       | 44 Min. |
| 10         | 10        | Katerstimmung                       | 28. März 2023 Anm.       | 43 Min. |
| 11         | 11        | Das große Finale: Wer geht mit wem? | 4. April 2023 Anm.       | 50 Min. |